# الروضة الندية شرح متن الجزرية
الروضة الندية شرح متن الجزرية هو أحد شروح المقدمة الجزرية المهمة في علم التجويد، وقد ضمَّنه المؤلفُ إضافاتٍ وزياداتٍ لا بُدَّ من معرفتها.

## المؤلف
محمود بن محمد عبد المنعم بن عبد السلام بن محمد العبد. حاصل على بكالوريوس في الهندسة الكهربية من جامعة الإسكندرية، ودرس بمعهد القراءات.

## شيوخه
1. أبو عاصم هشام بن عبد القادر آل عقدة، صاحب كتاب (مختصر معارج القبول)، حيث قرأ عليه في علم أصول الفقه.
2. أبو أسامة خالد بن محمد العبد، حيث درس عليه أجزاء في التفسير.
3. محمد بن فتح الله النشار، مدرس الفقه المقارن بكلية الشريعة جامعة الأزهر، حيث تلقى عنه دروسًا في علم الفرائض.
4. محمد بن فتح الله سلامة، موجه قراءات، قرأ عليه أصول الشاطبية في علم القراءات وبعض الفرش.
5. عبد المحسن البدراوي، حيث قرأ عليه القرآن برواية حفص عن عاصم، وأجازه فيها.
6. سعيد بن حماد.
7. أسامة الأباصيري.

## مؤلفاته
1. الروضة الندية شرح متن الجزرية.
2. شرح منظومة الدمياطي في متشابه القرآن.
3. تحفة الأبرار، في الأحاديث الصحيحة المقتبسة من الأذكار.[3]

## وصلات خارجية
- رابط تحميل الكتاب من أرشيف الإنترنت